# Fondo para el Desarrollo Cinematográfico
El Fondo para el Desarrollo Cinematográfico  o FDC es un instrumento de financiación del cine de Colombia que se genera al aprovechar los dineros que salen de la contribución parafiscal, la cual fue creada por la ley 814 de 2003 como una manera de lograr que la mayoría de los recursos generados por el cine vuelvan a invertirse en el mismo sector.
El Fondo financia anualmente de manera no reembolsable a diversos proyectos cinematográficos colombianos en todas las etapas de su realización. Pasando por el desarrollo de guiones y proyectos, producción, postproducción, hasta las de promoción distribución y exhibición de los filmes concluidos.
En las diversas disciplinas en las que el Fondo para el Desarrollo Cinematográfico contribuye y apoya se encuentran diferentes actividades técnicas que contribuyen a la creación de nuevo material audiovisual colombiano. A través del auspicio para actividades de formación de técnicos, creativos, realizadores, así como la formación de públicos como manera de invitar a hacer cine y a entender con sentido crítico los contenidos audiovisuales, de esta forma el FDC es uno de los principales fomentos estatales para la cinematografía colombiana.
Otras de las ayudas a las cuales se entrega el FDC se centran en el apoyo a la creación de infraestructura de salas para la proyecciones de filmes, especialmente, en sitios distantes de las provincias y en las zonas periféricas de las ciudades colombianas. También, contribuye a la constitución de laboratorios y a combatir la piratería. Una de las labores más importantes del fondo es la conservación del patrimonio audiovisual colombiano, esta labor se trabaja en conjunto con la Fundación patrimonio fílmico colombiano.

## Otorgamiento de recursos financieros
El ente encargado de dirigir el FDC es el Consejo Nacional de las Artes y la Cultura en Cinematografía -CNACC- conformado por el Ministro de Cultura o su designado, el director de Cinematografía del Ministerio de Cultura, un representante de los Productores de Largometraje, un representante de los Distribuidores, un representante de los Exhibidores, un representante de los Directores, un representante de los Consejos Departamentales o Distritales de Cinematografía o Audiovisuales, un representante del sector artístico creativo y un representante del sector técnico. Dicha decisión se toma para determinar el tipo de modalidades a las cuales se les va a entregar parte del fondo, los montos otorgados, qué tipo de apoyos se darán, cuales son las selecciones de los programas y en general todos los tópicos que toca el FDC.
El FDC acompaña el proceso de creación cinematográfica a través de estímulos económicos gratuitos (a los que cuales se accede mediante concurso). Dicha compañía se da desde las etapas de formulación de un proyecto, la escritura y desarrollo de guiones, las actividades propias de la producción y filmación, hasta la posproducción, promoción y divulgación, participación en festivales y eventos.
El FDC aporta recursos para el programa de Fortalecimiento del Patrimonio Audiovisual Colombiano que adelanta la Fundación Patrimonio Fílmico Colombiano. El Programa se encarga de la búsqueda de colecciones o registros audiovisuales, investigación para la ubicación de negativos de imagen y sonido de largometrajes colombianos y la intervención de archivos representativos en diferentes regiones del país. Además, el programa adelanta el Sistema de Información del Patrimonio Audiovisual Colombiano (SIPAC) que tiene por objeto concertar políticas y acciones para la preservación y conservación de las obras y registros audiovisuales.

## Campañas e investigación
Entre los diferentes grupos de investigación, impulsados por el FDC, se encuentra el análisis sobre los impactos económicos y sociales del cine, el desarrollo de estudios relativos a las diversas etapas de esta actividad e investigaciones en campos técnicos, económicos, comerciales también cuentan con espacio de apoyo a través del FDC, en búsqueda de construir una base de conocimiento sólido de las relaciones, efectos y proyecciones de acciones futuras que se relacionan con nuestra cinematografía.
En una cadena dinámica de creación, producción, distribución, exhibición y consumo en la que cada sector depende de los demás, de una manera altamente regulada el FDC contempla entre sus líneas de acción posibles, el apoyo a la constitución de infraestructuras necesarias para laboratorios de procesos técnicos, constitución de salas en regiones apartadas del país y, en general, para el establecimiento, adecuación o mantenimiento de infraestructuras necesarias para hacer cine y para promover el acceso comunitario al mismo.

## Resultados del FDC
La siguiente tabla muestra los certificados de inversión y donación otorgados. 
| Año     | Número de certificados otorgados (inversión) | Número de certificados otorgados (donación) | Monto (pesos)  | Número de proyectos beneficiados |
| ------- | -------------------------------------------- | ------------------------------------------- | -------------- | -------------------------------- |
| 2004    | 16                                           | 0                                           | 505000000      | 2                                |
| 2005    | 93                                           | 1                                           | 1955989520,28  | 12                               |
| 2006    | 79                                           | 4                                           | 8609542124,24  | 15                               |
| 2007    | 53                                           | 1                                           | 6466032979     | 22                               |
| 2008    | 85                                           | 0                                           | 20613562749,6  | 21                               |
| 2009    | 94                                           | 2                                           | 10883328590    | 25                               |
| 2010    | 98                                           | 1                                           | 17225002471,26 | 26                               |
| 2011    | 141                                          | 6                                           | 23281583520,94 | 19                               |
| Totales | 659                                          | 15                                          | 23281583520,94 | 97                               |

Gracias a esto, el Fondo para el desarrollo cinematográfico ha ayudado a realizar 89 películas de largometraje y 8 de cortometraje.